# Sorbonne Université

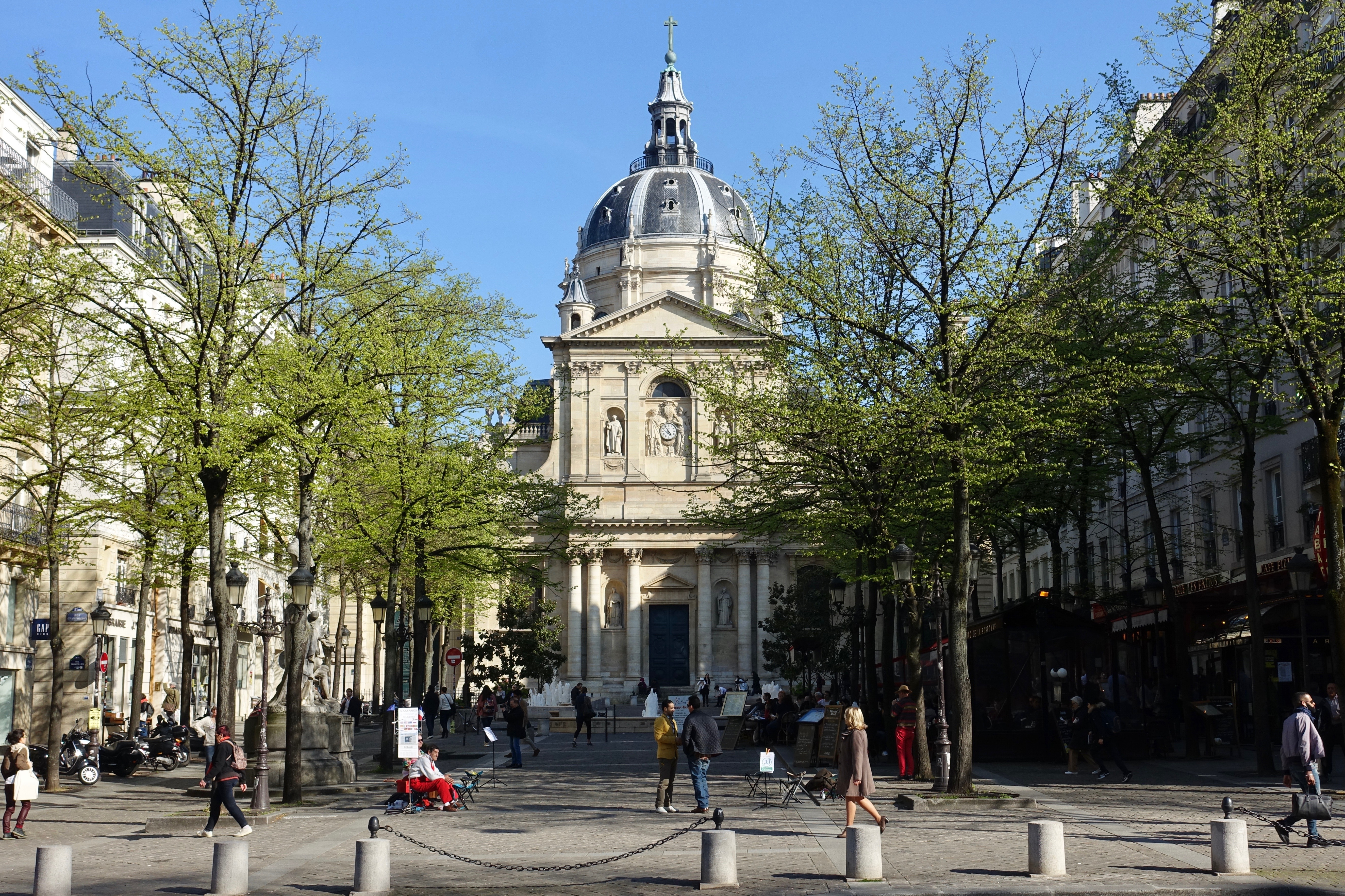
Außenansicht der Sorbonne Université

Die Sorbonne Université ist eine französische Universität in Paris. In der jetzigen Form existiert sie seit Anfang 2018 und ging aus der Fusion der Universität Paris-Sorbonne (Paris IV) und der Universität Pierre und Marie Curie (Paris VI) hervor. Seit ihrer Gründung steht ihr der Biologe Jean Chambaz als Präsident vor.

## Hauptgebäude und weitere Niederlassungen
Das Hauptgebäude der Sorbonne Université liegt in der Rue Victor Cousin 1 auf dem linken Seineufer (Rive Gauche). Das historische Gebäude bildet den Mittelpunkt des Studentenviertels Quartier Latin. Während der Haupteingang in der Rue Victor Cousin liegt, existieren Nebeneingänge in der Rue Cujas und der Rue Saint-Jacques. Der Eingang zum Rektorat befindet sich in der Rue des Écoles.
Da die räumlichen Kapazitäten des Hauptgebäudes für große Studentenmassen nicht ausreichen, gibt es in Paris weitere Niederlassungen der Sorbonne, an denen Studenten unterrichtet werden (u. a. Clignancourt und Malesherbes). Darüber hinaus gibt es seit 2006 auch eine Niederlassung der Sorbonne in Abu Dhabi.

## Organisation und Studentenschaft
Die Sorbonne Université besteht aus drei Fakultäten:
1. Geisteswissenschaftliche Fakultät (Faculté des Lettres),[3]
2. Medizinische Fakultät (Faculté de Médecine),[4]
3. Natur- und Ingenieurwissenschaftliche Fakultät (Faculté des Sciences et Ingénierie).[5]

Darüber hinaus ist sie in 31 Fachbereiche (UFR) aufgeteilt.
Im Februar 2019 studierten laut Universitätsangaben 55.600 Menschen an der Sorbonne Université. Davon waren 10.200 Personen ausländischer Herkunft. (Alle Angaben vom Februar 2019)

## Internationale Rankings
Sowohl die Universität Paris IV (geisteswissenschaftliche Ausrichtung) als auch die Universität Pierre und Marie Curie (naturwissenschaftliche Ausrichtung) galten vor ihrer Fusion als führende Universitäten in ihren Bereichen. Seit ihrer Gründung wird die Sorbonne Université von internationalen Rankings als eine der renommiertesten Universitäten in Frankreich und Europa gelistet.
Das Shanghai-Ranking führt die Sorbonne Université als beste Universität Frankreichs, europaweit auf Platz 9 und weltweit an 36. Stelle. Auch im CWTS Leiden Ranking wird sie auf Platz 1 in Frankreich gelistet. In den QS World University Rankings wird sie aktuell auf dem 75. Platz (weltweit) geführt.